# Machine (Static-X)
Machine è il secondo album in studio del gruppo musicale statunitense Static-X, pubblicato il 22 maggio 2001 dalla Warner Bros. Records.

## Tracce
1. Bien venidos – 0:21
2. Get to the Gone – 2:49
3. Permanence – 4:01
4. Black and White – 3:50
5. This Is Not – 2:57
6. Otsego Undead – 3:29
7. Cold – 3:40
8. Structural Defect – 3:39
9. ...In a Bag – 4:21
10. Burn to Burn – 4:17
11. Machine – 3:27
12. A Dios alma perdida – 5:58

Tracce bonus nell'edizione giapponese
1. Anything but This – 4:03
2. Sweat of the Bud (Live) – 3:28

## Formazione
- Wayne Static – voce, chitarra, tastiera, programmazione
- Tripp Rex Eisen – chitarra
- Tony Campos – basso, cori
- Ken Jay – batteria